# Acanthodelta cymatias
Acanthodelta cymatias là một loài bướm đêm trong họ Noctuidae.